# Ana Olivera

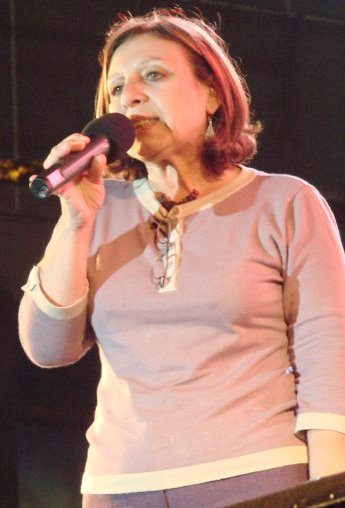
Ana Olivera

Ana Olivera (* 17. Dezember 1953 in Montevideo) ist eine uruguayische Politikerin.
Olivera ist Mitglied der Kommunistischen Partei Uruguays und vertritt gleichzeitig die Frente Amplio. Während der Präsidentschaft Tabaré Vázquez’ war sie zwischen 2005 und 2010 Staatssekretärin im Ministerium für Soziale Entwicklung. Bei den Kommunalwahlen vom 9. Mai 2010 wurde sie sodann zur Intendente des Departamento Montevideo gewählt. Nach Ende der Amtszeit schied sie am 9. Juli 2015 aus dem Intendentenamt aus und setzte ihre politische Laufbahn noch am selben Tag erneut als Staatssekretärin im Ministerium für Soziale Entwicklung unter Ministerin Marina Arismendi fort.